# Faustabryna metallica
Faustabryna metallica es una especie de escarabajo longicornio del género Faustabryna, tribu Pteropliini, subfamilia Lamiinae. Fue descrita científicamente por Breuning en 1938.
El período de vuelo ocurre durante los meses de enero, abril, mayo, junio y julio.

## Descripción
Mide 20-22 milímetros de longitud.

## Distribución
Se distribuye por Filipinas.